# Туруш
Туруш — река в России, протекает в Архангельском районе Башкирии. Длина реки составляет 16 км.
Начинается у деревни Заря. В самых верховьях течёт на запад, затем поворачивает на север. Протекает к западу от деревень Максим Горький и Горный по открытой местности. В низовьях пересекает осиновый лес. Устье реки находится в 23 км по левому берегу реки Аскин на высоте 130,3 метра над уровнем моря.

## Данные водного реестра
По данным государственного водного реестра России относится к Камскому бассейновому округу, водохозяйственный участок реки — Сим от истока и до устья, речной подбассейн реки — Белая. Речной бассейн реки — Кама.
Код объекта в государственном водном реестре — 10010200612111100019874.